# Marius Macare
Marius Macare (n. 28 august 1985, Galați, România) este un fotbalist român care evoluează în prezent la Unirea Slobozia. De-a lungul carierei a mai evoluat la Oțelul Galați, CF Brăila, FC Prefab Modelu și la Delta Tulcea.